# 1984 (novel·la)
1984 (Mil nou-cents vuitanta-quatre) és una novel·la política de futur-ficció escrita per George Orwell entre 1947 i 1948 i publicada en anglès el 1949. Es tracta d'una narració emmarcada en una distopia en la qual un estat omnipresent, encarnat en una dictadura totalitària encapçalada pel seu líder, el Gran Germà, reforça un conformisme absolut entre els ciutadans, i cerca la supressió de la seva identitat mitjançant un control total de l'individu. Així doncs, no existeix llibertat de cap tipus per als ciutadans, ni tan sols llibertat de pensament privat, ja que la vigilància dels individus en tots els moments de la seva existència, fins i tot en la seva intimitat, revela a l'Estat qualsevol detall.
Aquest llibre introdueix el concepte del Gran Germà, un líder sempre present i que tot ho pot veure i controlar a través de monitors ("telepantalles") situats a totes les habitacions; l'Habitació 101, la Policia del Pensament i la novaparla (la llengua que fan servir els buròcrates i polítics per mantenir controlada la població, suprimint les subtileses que poden esdevenir perilloses o ambigües del llenguatge i substituint-les per una simplicitat malintencionada). 1984 va tenir bones vendes des del començament i continua a ser un dels llibres més influents del segle xx.
Juntament amb la societat de la novel·la Un món feliç d'Aldous Huxley, el món de malson descrit a 1984 constitueix una de les obres més citades i conegudes de la ficció distòpica de la literatura anglesa. Ha estat traduït a moltes llengües i la seva terminologia particular ha trobat el seu lloc en els debats socials i polítics sobre privadesa. El neologisme "orwellià" és emprat per descriure accions o organitzacions que d'una o altra manera recorden a la societat que apareix al llibre.

## Història de la novel·la
Orwell va escriure el llibre amb el títol de treball de L'últim home a Europa (The Last Man in Europe en anglès). No obstant això, els editors, tant a la Gran Bretanya com als Estats Units, on va ser llançat el llibre de manera simultània, van canviar el nom a Mil nou-cents vuitanta-quatre per motius comercials. En aquell any transcorre l'acció narrada en el llibre. Encara que publicada inicialment el 8 de juny del 1949, el gruix de la novel·la el va escriure el 1948 a l'illa de Jura, a Escòcia, tot i que Orwell n'havia estat escrivint petites parts des del 1945.
1984 és el resultat d'intercanviar la posició dels dos últims dígits de la data en què es va escriure el llibre, 1948.

## Societat descrita a la novel·la
La novel·la és una descripció analítica dels règims totalitaris amb un final desolador. El personatge principal és Winston Smith, que treballa al Ministeri de la Veritat (un dels quatre ministeris que hi ha) reescrivint la Història permanentment i inventant herois.
Els ministeris són els següents: 
- El Ministeri de l'Amor, s'ocupa d'administrar els càstigs, la tortura i de reeducar els membres del Partit inculcant un amor  ferme pel Gran Germà i les ideologies del Partit.
- El Ministeri de la Pau, s'encarrega d'assumptes relacionats amb la guerra i amb fer que aquesta sigui permanent. Si hi ha guerra amb altres països, el país està en pau amb ell mateix.
- El Ministeri de l'Abundància, encarregat dels assumptes relacionats amb l'economia, i d'aconseguir que la gent visqui sempre al límit de la subsistència un mitjançant dur racionament.
- El Ministeri de la Veritat, es dedica a reescriure la història, amb l'objectiu que les prediccions del Gran Germà coincideixin amb la realitat, tot falsejant-les a posteriori als mitjans de comunicació.

Winston Smith viu al Londres d'un virtual 1984, en un món dividit en tres superpotències: Euràsia, Àsia Oriental i Oceania, on imperen, respectivament, el neobolxevisme, l'"adoració de la mort" i el Socang, acrònim per a "socialisme anglès" (en anglès, Ingsoc).
El Gran Germà supleix qualsevol personatge polític: ell és el comandant en cap, el guardià de la societat, el déu pagà i el jutge suprem. Ell és l'encarnació dels ideals del Partit, el Partit ubic, únic i totpoderós que vigila sense descans. El Partit al qual han de pertànyer totes les persones. Només se salven els "proles"; ells no compten i tenen drets com els animals (de fet, la Policia del Pensament amb prou feines els vigila: "als proles se'ls permet la llibertat intel·lectual perquè no tenen cap intel·lecte"). Ni tan sols la família està per damunt de la seva presència. És comú la denúncia de fills petits als seus propis pares per trair al Partit. Irònicament, Orwell insinua la possibilitat que ja ni tan sols sigui una persona real, sinó una simple icona propagandística.

## Argument
Després d'anys treballant per al Ministeri de la Veritat, Winston esdevé conscient que els retocs de la història en els quals consisteix la seva feina són només una part de la gran farsa en la qual es basa el seu govern, i troba l'amor de Júlia, una jove rebel, encarnant així una resistència de dos contra una societat que es vigila a ella mateixa.
Junts creuen afiliar-se a la Fraternitat, un suposat grup de Resistència dirigit per Emmanuel Goldstein —un personatge gairebé tan ubic i omnipresent com el mateix Germà Gran, l'Enemic del Poble i escriptor de El Llibre, el qual el protagonista llegeix fins que arriba a comprendre els mecanismes del pensardoble, eina base de dominació del Partit—, i que és en realitat un més dels instruments de control del Partit.
A través d'una història intricada, amb temes com el rentat de cervell, el llenguatge, la psicologia i la inventiva encaminats al control físic i mental dels individus, l'educació totalitària de la joventut, etcètera, Orwell relata la història tràgica i aparentment emancipadora de Winston Smith i Júlia, tractant de derrocar un sistema on la intimitat i el lliure pensament no existeixen, ni tan sols es coneixen.
Després d'haver sigut derrotat pel sistema i alliberat, Winston Smith es troba en un bar, mirant a la televisió una més de les notícies manipulades que s'emeten contínuament segons la conveniència del Gran Germà. La novel·la acaba així:
| « | Dues llàgrimes perfumades de ginebra van rajar-li a banda i banda del nas. Però ja estava tot bé, tot era correcte, la lluita havia acabat. Havia obtingut la victòria sobre ell mateix. Estimava el Gran Germà. | » |

## Estructura

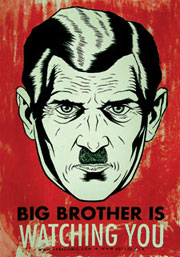
«El Gran Germà us observa»

La novel·la està dividida en tres llibres i 24 capítols (8 capítols el primer llibre, 10 el segon i 6 el tercer), que correspondrien a la seva estructura externa. Aquesta divisió reflecteix igualment la seva estructura interna, ja que la trama general del primer llibre exposa el personatge principal (Winston), com viu i prepara els esdeveniments que succeiran al llarg del relat; el segon llibre se centra en la relació amorosa amb Julia, que suposa la màxima rebel·lió contra el Partit i el tercer llibre narra les tortures que pateix la parella a mans del poder fins a la traïció final. Un apèndix sobre la novaparla i els seus principis acompanya la majoria d'edicions de l'obra.
Aplicant l'esquema narratiu de Christopher Booker, inspirat en Jung, la trama s'estructura com una tragèdia on el final infeliç s'anuncia en tot moment. Les parts de la història serien cinc: la fase anticipatòria, on el protagonista expressa la seva frustració vital que el porta a l'acció (escriure un diari, citar-se amb una noia); la del somni (on O'Brien els introdueix en els secrets de la revolució, fent que temporalment sembli que és possible escapar del Partit); la de la frustració (on Winston veu que Julia no el segueix en els seus ideals i que fins i tot el manifest de Goldstein té llacunes); la del malson (on la parella és atrapada per la policia) i la fase de la destrucció final (en què els dos antics amants es retroben però comproven que el sentiment entre ells ha mort i, per tant, accepten formar part del sistema).
En efecte, la història de 1984 segueix diversos dels postulats de la tragèdia grega clàssica però adaptats al gènere novel·lesc i al segle xx. En primer lloc els personatges s'enfronten al destí i als déus, personificats en els líders del Partit i en la figura del Gran Germà. Aquest combat desigual acaba irremeiablement en dissort, fet que s'anuncia des que Winston comença a escriure, sabent que serà capturat però forçat a fer-ho igualment, tal com el destí empenyia els herois grecs a la seva fatalitat. Els tres llibres poden ser vistos com els tres actes que acostumaven a tenir les obres antigues. Per acabar, els excursos del narrador i del manifest supleixen les funcions del cor.

## Temes

### Totalitarisme
El tema principal de 1984 és la denúncia del totalitarisme, del qual el mateix Orwell havia contemplat els efectes durant la Guerra Civil espanyola i els anys inicials del franquisme. Les figures de Hitler o el règim soviètic (retratat àmpliament a la seva anterior novel·la, La rebel·lió dels animals) van acabar de forjar la seva aversió als governs dictatorials. El llibre, a través de la història d'uns dissidents, retrata de manera precisa els mecanismes d'aquests règims per controlar la població i imposar la seva manera de veure el món per tal de perpetuar-se en el poder.
La propaganda té un paper essencial a la novel·la. Les consignes oficials estan per tot arreu i es diu explícitament que la veritat està al seu servei, ja que aquesta no existeix, només és veritat allò que el Partit determini, tingui o no relació amb els fets succeïts. Els pòsters amb imatges del Gran Germà, els actes de masses i els missatges emesos per les telepantalles són altres de les vies usades per difondre aquesta propaganda.
L'autor, en una carta al seu col·lega Noel Willmett alertava que aquests "estats policia" estaven sorgint arreu. Tenien en comú l'auge d'un nacionalisme malsà que s'articula al voltant d'un líder dictatorial que pensa que el fi justifica els mitjans i, per tant, atempta contra l'ètica bàsica de la convivència. La ubicació de 1984 a Londres no és casual, perquè volia advertir que el totalitarisme es podia donar a qualsevol indret on es combinessin aquests elements, fins i tot a un dels centres del bloc democràtic com era Gran Bretanya.

### Manipulació psicològica
El poder intenta manipular psicològicament els individus per impedir la rebel·lió. Una via és influir en la manera de pensar de la gent a través de la manipulació del llenguatge. Alterant el significat dels mots més comuns i simplificant la llengua fins a implantar la novaparla com a nou idioma de comunicació, el govern s'assegura que es modifica la percepció dels ciutadans de la realitat, donada la influència del llenguatge en la cosmovisió. Seria, doncs, un cas extrem de la Hipòtesi de Sapir-Whorf o relativisme lingüístic. Aquesta idea d'usar conscientment la manipulació lingüística, creant un nou idioma, per implantar una ideologia afí al govern va ser posteriorment explotada a la novel·la Els llenguatges de Pao, de Jack Vance.
El doblepensar és una de les conseqüències d'aquesta alteració psíquica. El partit indueix els individus a creure simultàniament en una cosa i el seu contrari, de manera que no es poden ja refiar ni de la pròpia raó ni de la lògica, només han de creure cegament en les consignes del Partit, que a més a més poden anar canviant. Els crimdepensa o crims de pensament són un dels pitjors delictes que es poden cometre, tenint idees pròpies que atemptin contra el missatge que vol imposar el govern. Hom s'ha de sotmetre, doncs, al poder a tots els nivells, fins i tot en el més íntim, el mental.
La manipulació no es planeja només cap al futur, amb la llengua o la ment, sinó cap al passat. El mateix Winston treballa al Ministeri de la Veritat reescrivint la història per tal d'adequar-la al present. Aquesta tasca permet justificar les accions del Partit i fa a les persones més vulnerables, en no tenir un passat fiable on recolzar-se. La prohibició de mantenir diaris o fotografies (elements que ajudin per tant al record del propi passat) va en la mateixa línia de control. Per aquest motiu el primer acte de rebel·lia del protagonista és precisament escriure un diari, tot i saber que això l'acabarà condemnant. Creu que si les masses coneguessin la història podrien analitzar el present i entendre com les estan manipulant, però la gran majoria de la població té poc accés a l'educació i viu en un estat semianimalesc que impedeix l'esperit crític.
Winston Smith es planteja constantment no solament la versió del passat que ha sobreviscut, i els mecanismes que ho permeten, sinó fins i tot si el passat existeix. Es qüestiona per tant sobre l'existència del pas del temps: si hom pot alterar allò que ja ha passat, vol dir que el temps és permeable i que no existeix quelcom que hagi succeït diferent d'allò per venir. Tot són versions imposades per qui té més poder. Fins i tot el rellotge es veu alterat i per això la novel·la comença quan les busques marquen l'hora tretze: una hora fora del temps convencional (igual que la distopia està fora de la història) però al mateix temps un símbol de la mala sort, en consonància amb el fatalisme que impregna tot el relat. La data del diari és igualment una "simple conjectura", tal com declara el mateix Winston.

### Odi i guerra

Euràsia, Estàsia i Oceania a 1984

Orwell diferenciava entre el patriotisme, que simplement implica amor al lloc on hom viu o d'on hom prové, i el nacionalisme, que per naturalesa és agressiu, ja que busca el poder de la nació enfront de les altres a través de diverses guies, entre les quals sobresurt la guerra. Així, el govern de 1984 seria profundament nacionalista en aquest sentit negatiu, ja que es troba en permanent estat de guerra amb altres nacions, amb el benentès que aquest estat permet controlar millor la població, focalitzant l'enemic en un país exterior que actua com a aglutinador nacional.
Igualment, hi ha establerta una croada contra els enemics interns, la resistència o germandat, que volen destruir el suposat règim idíl·lic. Ambdues guerres es revelen com artificials al llarg de la novel·la, ja que els països aliats i enemics canvien bruscament i sense motiu aparent i el màxim líder d'aquesta imaginària resistència resulta ser una més de les fabricacions del Partit per detectar les autèntiques dissidències, les individuals.
Dins del lema oficial del Partit s'assegura que la guerra és la pau, és a dir, que cal estar permanentment en conflicte amb els altres blocs de poder per tal de garantir la supervivència del propi país. Aquesta lloa del militarisme va en consonància amb els mètodes violents de la policia i amb els Minuts d'Odi oficials, uns moments pactats on tota activitat laboral s'atura i els ciutadans són obligats a cridar visceralment contra els enemics de la pàtria.

### Individu i grup
El totalitarisme no accepta la individualitat, tothom ha de fer el mateix i complir amb la funció que li marqui el Partit. Es produeix una deshumanització, ja que les persones són merament peces d'un tauler i tota la seva vida està regulada, des dels exercicis matinals fins a les seves aspiracions. Els llibres estan censurats, ja que permetrien pensar de manera individual. Per això Winston, qui treballa escrivint i falsejant documents, s'aferra a elements relacionats amb la lectura i l'escriptura: el diari amb què comença la seva rebel·lió, el manifest de Goldstein contra el Gran Germà, la nota d'amor de la Julia que ha de destruir o el petjapapers, que arriba a adquirir un caràcter simbòlic.
La uniformització dels costums no implica l'equiparació en els recursos. El món distòpic de 1984 inclou una altíssima desigualtat social. La pobresa i la decadència de les ciutats ajuden a crear una ambientació fatalista, d'acord amb el pessimisme general de la trama. El camp, per contra, apareix des d'una òptica més positiva (allà fan l'amor per primera vegada), en una actualització del tòpic del locus amoenus. Ja des de l'inici del llibre, on Winston puja a casa amb dificultat per culpa d'un ascensor que mai no funciona, es denuncia l'escassedat general, fins i tot per a membres del partit com ell. Al seu diari, però, Winston manté l'esperança que les classes baixes siguin les que liderin la rebel·lió, atès que integren la majoria de la població. L'associació de pobresa - llibertat - possible esperança (tot i que truncada) s'adiu amb el pensament progressista d'Orwell.
Aquest progressisme no implica creure en la suposada utopia del comunisme, que critica àmpliament a diverses de les seves obres perquè acaba convertint-se en un totalitarisme pitjor que el capitalisme que vol combatre. A la novel·la només les elits del Partit viuen en l'abundància, malgrat les consignes oficials que fan del Gran Germà un proveïdor universal. La majoria de la població està immersa en un fort estat de decadència. De fet per a Orwell aquest règim té en comú amb l'estalinisme soviètic o amb el feixisme el fet de ser un règim que manté les classes socials i els seus privilegis sota una façana d'igualtat.

### Tecnologia
L'intent del govern de penetrar en totes les esferes de la vida quotidiana fa que la privacitat sigui impossible (pel control constant de micròfons i pantalles). Només en les zones més pobres aquesta supervisió es relaxa una mica i per això la parella es mou pels barris més pobres per estimar-se. Però posteriorment es revela que fins i tot en aquelles àrees més abandonades existeixen espies i delators potencials. Tothom controla a tothom, en una mena de panòptic social.
La tecnologia es converteix en una aliada del poder. Les telepantalles ajuden a controlar els ciutadans i a emetre constantment la propaganda governamental i la seva ubiqüitat, amb la impossibilitat d'apagar-les, fa que esdevinguin els "ulls" del Gran Germà, que explícitament afirma que està vigilant a tothom en un lema imprès arreu. El nom aparentment benevolent de "germà" per al líder de la nació contrasta amb els seus actes terrorífics, en una mostra més de la dualitat del Partit. La tecnologia no millora la vida de la gent (no funcionen els estris bàsics) sinó que serveix per a deshumanitzar-la.
Només els dirigents es beneficien del suposat progrés que ha portat el nou règim: les piràmides (simètriques i complementàries) dels ministeris destaquen al perfil urbà per sobre de l'abandonament general dels edificis civils, els luxes en què viu immers O'Brien -membre superior del Partit- són el revers de la vida quotidiana dels habitants d'Oceania, els avenços científics al servei del poder (inclosos els ciutadans més capaços) no serveixen per al progrés social. La tecnologia és així una cara més del luxe, enfront de les comoditats bàsiques.
El govern s'atribueix les invencions més destacades de la modernitat, en una nova mostra de la manipulació del passat, incloent-hi aquelles innovacions que van sorgir abans de l'aparició del Partit. Destaca sobretot la invenció de l'helicòpter, que es pot usar com una arma de guerra efectiva.

### Sentiments
En aquesta societat distòpica l'amor està prohibit (de fet el Ministeri de l'Amor en realitat és un centre de tortura). Els matrimonis es pacten amb permisos oficials on el sexe està orientat únicament a la procreació. El passat matrimoni del protagonista amb Katherine li causava una profunda insatisfacció justament perquè la dona mai va gaudir de l'acte sexual ni van poder tenir fills, circumstàncies que van acabar amb la seva unió.
Winston se sent atret per una companya de feina, qui posteriorment li envia una nota dient que l'estima i aquest intent d'apropament clandestí serà l'acte màxim de rebel·lió contra el sistema: no solament reivindiquen unions personals basades en els sentiments autèntics sinó que miren de preservar la seva intimitat com a parella. A més a més durant la seva relació parlen obertament de la resistència al règim. Per aquests motius l'objectiu del govern, un cop descoberts, serà dinamitar les bases d'aquest amor, fent que cadascú traeixi l'altre, com passa a l'Habitació 101. Sense lleialtat i confiança, les emocions personals no els permetran establir vincles malgrat sobreviure als interrogatoris. Aleshores acceptaran els únics sentiments permesos: l'amor cap al Gran Germà i la por general, deixant de banda el lliure albir.
El Partit usa el seu poder per instaurar un estat permanent de por entre els ciutadans d'Oceania. Winston sap des del primer moment que serà descobert pel seu crimdepensa. El fatalisme plana sobre tota la novel·la, fins i tot en els moments més dolços de la parella o en el suposat apropament a la resistència. El govern és massa poderós per pretendre escapar-ne i els recordatoris d'aquesta supremacia són constants als carrers de la ciutat i fins i tot a les llars. Aquesta por impedeix que els ciutadans es revoltin i assegura la cohesió social, i és el que força a la identificació amb les metes del Partit, acceptades cegament per la massa. Qualsevol intent de sortir-se d'aquest ordre establert provoca pànic. I amb aquesta por és amb el que juguen als interrogatoris: l'Habitació 101, dissenyada per sotmetre els criminals, conté el que hom tem més (en el cas del protagonista, les rates). El Partit ha de conèixer les febleses de cada individu per usar-les contra seu si gosaen algun moment de la seva vida anar contra el sistema. Usa la tecnologia però també la complicitat dels propis afectats, començant pels nens, que són instats a vigilar i denunciar els seus pares. La família no és doncs un refugi per a l'afecte sinó un altre espai de por.
La música apareix com a únic element positiu, i no en totes les escenes. Les cançons, especialment les rimes populars, estableixen un vincle amb el passat, abans de l'adveniment del Gran Germà. Per això la música pot fer plorar (emocionar) un membre del Partit, sentir-se de manera casual entre el poble ras o associar-se amb la imatge d'una església en el pòster de l'apartament on tindran llocs els encontres amorosos de Winston i Julia. Existeix igualment un himne de la resistència, que els ensenya O'Brien, i el piular dels ocells que simbolitza la llibertat. Tot i així, el fatalisme s'acaba imposant i els versos cantats inclouen premonicions del final infeliç que els espera. El Partit intenta instrumentalitzar també la música a través de creacions de Cançons d'Odi, reconeixent així el seu poder en vehicular les emocions.

## Influències
Les influències literàries d'Orwell per a escriure 1984 són força variades, si bé predomina el cànon anglès. Pel que fa a l'estil, ell mateix va afirmar que el coetani William Somerset Maugham era la figura que tenia al cap quan havia d'escriure una novel·la, per la claredat de Maugham a l'hora de relatar històries. Igualment va declarar que un dels escriptors que més admirava, Jonathan Swift, l'havia influït en la seva aversió al totalitarisme i en la seva consideració pessimista sobre la natura humana, que explica parcialment el final infeliç de Winston i Julia. Altres escriptors rellevants que va considerar com a "mestres" són Henry Fielding i Charles Dickens.
Orwell va ressenyar com a crític literari dues distopies anteriors: El taló de ferro, de Jack London (1907) i Mi (Nosaltres), de Ievgueni Zamiatin (1923). Ambdós llibres inclouen elements presents a 1984. El primer relata els amors tràgics d'una parella de la qual se sap des del començament que acabarà executada, en un clar paral·lelisme amb els pensaments fatalistes de Winston envers les seves cites amb la Julia. Els dos amants formen part de la resistència al règim malgrat pertànyer a una classe relativament privilegiada. De la novel·la de Zamiatin pren la idea del control total, allà a través de cases de vidre i a l'exemple orwellià a través de les pantalles. Aquest control permet a la policia impedir encontres amorosos il·legals o tenir un pensament contrari al poder. Una altra distopia clàssica que Orwell coneixia a fons era The Sleeper Awakes, de H. G. Wells (1910), on ja es planteja un suposat poder únic que en realitat oprimeix les masses.
Diverses obres publicades poc abans que iniciés la redacció de la seva novel·la comparteixen elements distòpics o inclouen motius que poden rastrejar-se com a influències directes. Sonnenfinsternis, d'Arthur Koestler, relata la desaparició i tortures dels presos polítics soviètics (sense mencionar mai el règim directament) i mostra els excessos dels règims totalitaris. Inclou també una descripció del dirigent del Partit (el nº1, com se l'anomena) que apareix arreu en dibuixos i pòsters descrits de manera molt similar a la propaganda del Gran Germà. Un món feliç, d'Aldous Huxley va servir-li d'inspiració en el ferri control de tots els aspectes de la vida personal per part de l'estat d'una societat hipotètica futura, on l'amor està expressament prohibit. També neix d'aquesta novel·la la importància del control mental de la població per fer-la acrítica amb l'excusa de garantir el seu benestar i felicitat.

## Estil
L'estil d'Orwell es basa en una prosa directa i realista sense gaires ornaments. Això es deu a tres motius diferents: primerament el disgust declarat de l'autor pels girs barrocs del llenguatge, les construccions gramaticalment complexes o les paraules massa llargues, és a dir, l'intent d'escriure en una llengua clara i molt marcada per la pràctica del periodisme; en segon lloc l'afany d'arribar a un públic com més ampli millor i per acabar, l'adequació al món descrit a la novel·la, un món on es retalla el llenguatge i on plana un fatalisme que no s'adiu amb lirismes poètics.
El narrador usa una tercera persona focalitzada en el protagonista. El lector pot accedir doncs a la seva ment, saber què pensa i sent enfront dels esdeveniments, que es descriuen des del seu punt de vista. Aquesta focalització alterna amb els excursos per explicar el sistema polític, presentats de vegades com ampliacions de les consideracions de Winston, del llibre de la resistència de Goldstein o del mateix narrador.
La trama principal avança linealment des de l'acte de rebel·lia del protagonista fins a la seva destrucció interior. Entre els diversos episodis, però, Orwell insereix escenes del passat o anticipa el que vindrà a través de records, de somnis o dels símbols recurrents, com per exemple la lletra de la cançó del campanar. Aquests salts temporals ajuden a mantenir el to pessimista: el passat feliç sempre és dubtós, la culpa del passat continua en canvi al present (com els remordiments per la relació amb la seva mare) i per contra els desitjos d'un futur millor es revelen sempre com a falsos o efímers.
Pista d'aterratge número 1 (o Airstrip one en l'original anglès) és el nom amb el qual es designa a la novel·la l'àrea geogràfica que anomenem "Illes Britàniques". A la novel·la, la Gran Bretanya i Irlanda són una província d'Oceania, un dels tres superestats que es reparteixen la superfície mundial, i, juntament amb Islàndia, l'única part del continent europeu que no pertany a Euràsia, un dels altres superestats. Això pot ser interpretat tant com una mostra de la posició d'aïllament a Europa que va patir la Gran Bretanya durant la Segona Guerra Mundial, com també la submissió als interessos dels Estats Units. Tot i que en cap moment s'explica, el nom que rep aquesta regió al llibre és de to i caràcter clarament militarista, tal com la resta de termes que hi apareixen, i pressuposa que es tracta d'una àrea ideal per a exercir de "portaavions natural" que el govern d'Oceania pot fer servir per a atacar Euràsia, exercint un rol semblant al que va tenir durant la Segona Guerra Mundial.

## Impacte cultural

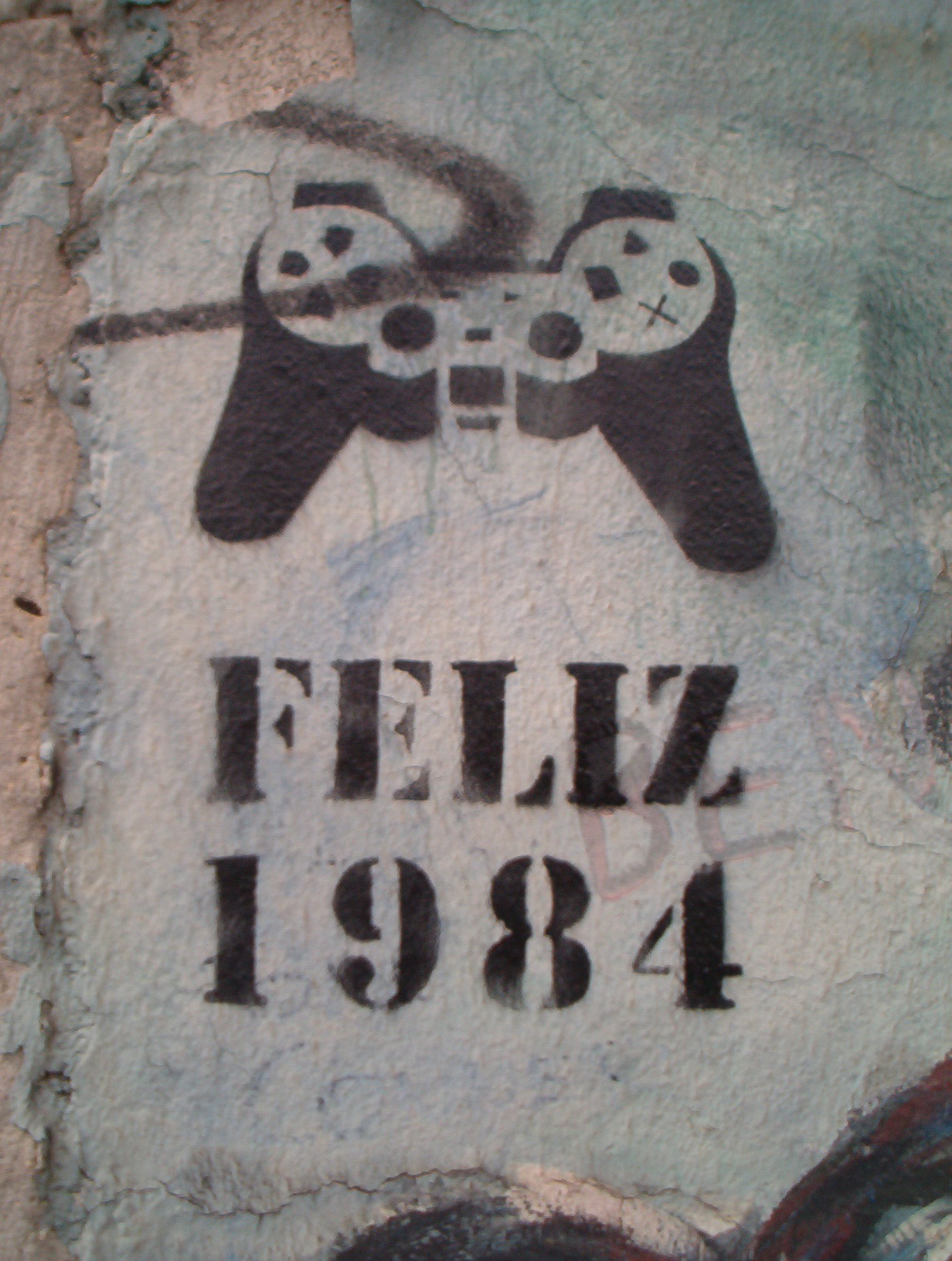
"Feliç 1984" graffiti que suggereix control mental associat als videojocs en un dels fragments del Mur de Berlín el 2005.

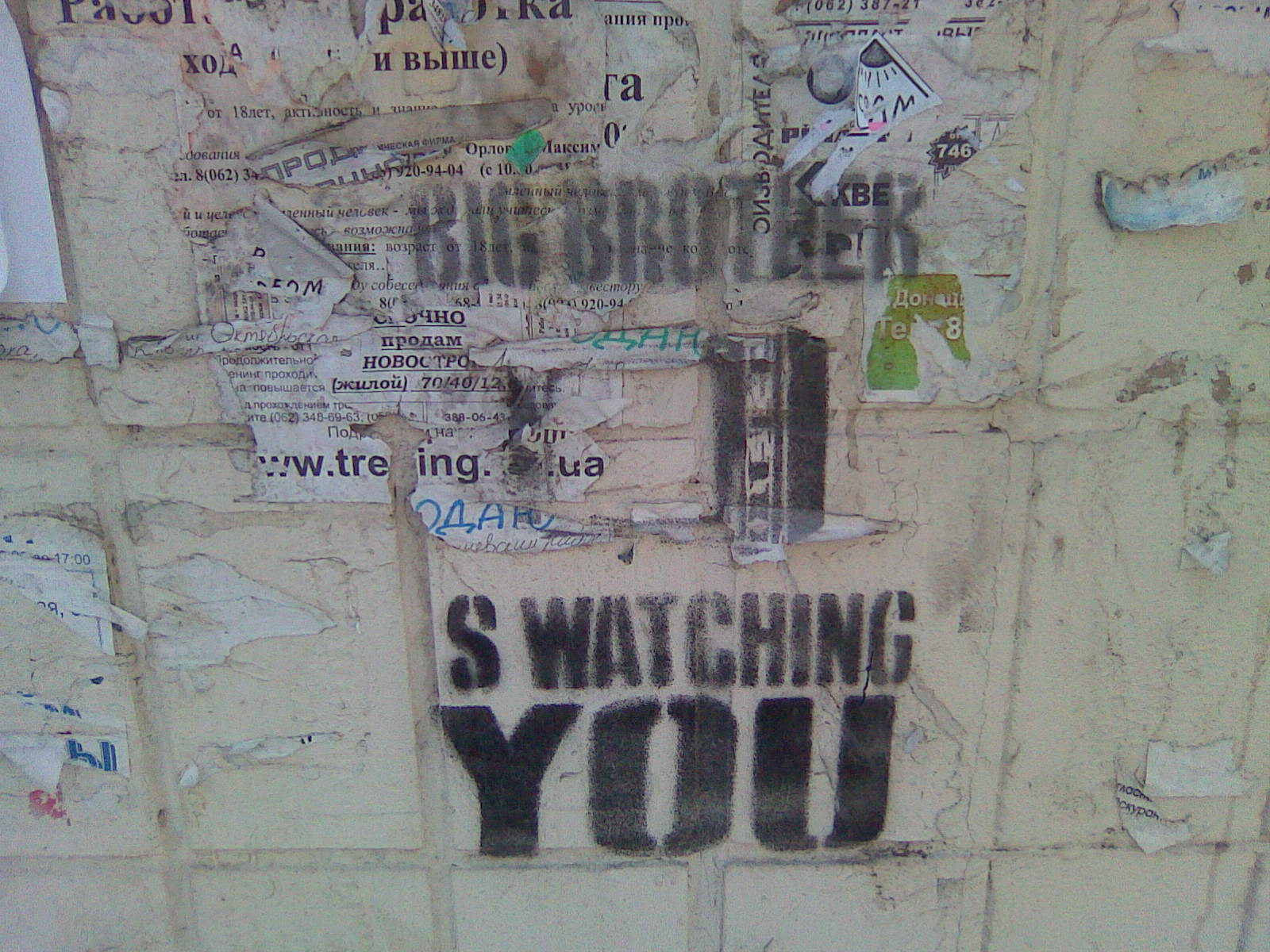
"El gran germà us vigila" en un edifici industrial a Donetsk, Ucraïna

La influència de 1984 és molt present a la llengua anglesa. Per exemple, conceptes com Gran Germà, Habitació 101, Policia del Pensament, crimdepensa, nopersona, forat de la memòria (oblit), doblepensar (sostenir i creure creences contradictòries simultàniament) i novaparla (llenguatge ideològic), han esdevingut paraules per descriure autoritats totalitàries. Parladoble o Pensament de grup són dues elaboracions deliberades de doblepensar, mentre que l'adjectiu "Orwellià" significa que té "característiques i reminiscències a les obres de George Orwell", especialment a 1984. En anglès, la pràctica de finalitzar les paraules amb "-speak" (per exemple, mediaspeak) prové de la novel·la. Orwell està associat per sempre a l'any 1984; el juliol de 1984 Antonín Mrkos va descobrir un asteroide que va batejar amb el nom d'Orwell.
En l'àmbit musical, nombroses lletres de bandes arreu del món fan referència a l'obra d'Orwell. Un cas, és la lletra «Standards» de Paul Weller, interpretada per la banda britànica The Jam en el seu àlbum This Is The Modern World (1977). La cançó inclou: "...and ignorance is strength, we have god on our side, look, you know what happened to Winston." (...i la ignorància és força, tenim deu de part nostra, fixa't, ja sabeu què li va passar a en Winston). La banda de rock alternatiu anglesa Muse va publicar The Resistance el setembre de 2009 i reconeixien en una entrevista que moltes de les seves cançons estan influenciades per 1984.
Freqüentment es fa referència a temes, conceptes i arguments de 1984 en altres obres, especialment en la música popular i en vídeos d'entreteniment. Un exemple és el programa de telerealitat d'abast i èxit mundial anomenat Big Brother (fa referència al Gran Germà): un grup de persones conviuen voluntàriament durant un període en una casa, aïllada del món exterior, però són observades contínuament per càmeres de televisió.
El govern dels Estats Units va defensar davant la Cort Suprema dels EUA el novembre de 2011 que volia continuar fent seguiment via GPS a persones sense prèviament demanar una ordre judicial. En resposta al govern, el jutge Stephen Breyer va qüestionar el que això significava per a una societat democràtica, paraules que fan referència a 1984. Exactament el jutge digué: "Si vostè guanya aquest cas, llavors no hi ha res que impedeixi que la policia o el govern pugui vigilar les 24 hores del dia els moviments públics de tots els ciutadans dels Estats Units. Així que si vostè guanya, es produeix sobtadament quelcom que recorda a 1984..."
La versió cinematogràfica de V de Vendetta, basada en la novel·la gràfica d'Alan Moore i David Lloyd, es va estrenar el 2006 i comparteix molts dels temes i principis de 1984. John Hurt representa el paper de líder del partit totalitari a V de Vendetta, i curiosament, anys abans, havia representat el paper principal de Winston Smith a una de les adaptacions de 1984. En un episodi de la cèlebre sèrie britànica Doctor Who titulat Complex de Déu (The God Complex), es mostra una nau alienígena disfressada d'hotel les habitacions de la qual són com l'Habitació 101 d'Orwell i també se cita la cançó infantil Oranges and Lemons també presents en la novel·la.

### Adaptacions
El llibre ha estat adaptat en diverses ocasions a la petita i a la gran pantalla. La primera adaptació va ser el 21 de setembre de 1953, després de poc més de 4 anys des de la publicació de la novel·la, i es va emetre per la cadena americana CBS. L'obra transcorria en només 60 minuts. Va ser escrita per William Templeton i dirigida per Paul Nicke. Un any més tard, la BBC Televisió es va atrevir a fer la seva pròpia adaptació de l'obra. En aquesta ocasió, va ser escrita per Nigel Kneale i va ser dirigida i produïda per Rudolph Cartier. Aquesta adaptació va aixecar polseguera; la cadena va rebre nombroses queixes d'espectadors per la seva suposada naturalesa subversiva i pel seu contingut truculent Fins i tot, la polèmica es va traslladar al Parlament del Regne Unit.
La primera adaptació de la novel·la al cinema va haver d'esperar fins al 1956. La pel·lícula del Regne Unit va ser dirigida per Michael Anderso i l'actor Edmond O'Brien interpretava el personatge protagonista, Winston Smith. L'any 1984, aprofitant l'any en el qual se suposa que està ambientada la novel·la, se'n va fer una segona adaptació cinematogràfica. Va ser distribuïda per 20th Century Fox (Regne Unit) i Atlantic Releasing (EUA). Va ser dirigida per Michael Radford i entre el repartiment de la pel·lícula hi ha John Hurt, Richard Burton, Suzanna Hamilton i Cyril Cusack.
Les adaptacions de la novel·la no es limiten només al món cinematogràfic, sinó que hi ha adaptacions en diferents expressions musicals. L'àlbum musical Diamond Dogs (1974) de David Bowie és la simbiosi entre l'adaptació de la novel·la i la visió d'un món postapocalíptic. Fins i tot, la novena cançó del disc duu el nom del llibre. El 3 de maig de 2005 es va estrenar a la Royal Opera House de Londres una òpera basada en 1984. L'obra era del director d'orquestra i compositor Lorin Maazel i el llibret de J. D. McClatchy i Thomas Meehan.
La novel·la s'ha adaptat també al món del còmic en diverses ocasions. Per exemple, l'editorial japonesa East Press va adaptar la novel·la a l'estètica manga dins la sèrie Dokuha. Aquest va ser traduït el 2014 al castellà per la catalana Herber Editorial sota el nom 1984, el manga.
La novel·la també s'ha adaptat nombroses vegades al teatre. Per exemple, el 2009 Tim Robbins va dirigir una versió de 1984 que es va representar al teatre Poliorama de Barcelona. L'obra, de la companyia de teatre The Actors' Gang, de Robbins, es va representar a Barcelona en anglès subtitulada en català. Un altre exemple recent, és l'adaptació al teatre en francès d'Alan Lyddiard i Sebastien Jeannerot. En aquest cas es va representar durant el 2009 i 2010 al teatre Ménilmontant de París.

### Vigència de l'obra
La novel·la, malgrat haver estat escrita l'any 1948, ha encertat en moltes de les seves prediccions fictícies que podem extrapolar a l'actualitat. La figura del Gran Germà (el jutge suprem i guardià de la societat que s'encarrega d'observar tot el que passa a través d'unes càmeres situades arreu de la societat) és un dels elements de l'obra d'Orwell que han acabat per produir-se, ja que, l'abril de 2013, Barack Obama va admetre que els serveis d'intel·ligència nord-americans espien arreu del món. També podem apreciar la vigència de la distopia d'Orwell en el fet que, després que Donald Trump fos escollit president dels Estats Units, la novel·la es va convertir en el llibre més venut de l'empresa Amazon i la seva venda va augmentar un 10.000% als Estats Units.
Els mitjans de comunicació electrònics (limitats pel que Orwell coneixia el 1948) eren l'instrument principal utilitzat a la novel·la per a manipular les masses mitjançant la propaganda. Però també hi havia certes formes de vigilància electrònica que permetien a la Policia del Pensament mantenir una vigilància constant i exhaustiva de la vida dels ciutadans. Orwell a la novel·la ho descriu així: “La telepantalla rebia i emetia simultàniament. Qualsevol so que fes Winston més alt que un xiuxiueig en veu molt baixa seria reconegut per ella. A més a més, mentre es mantingués dins del camp de visió que cobria la placa metàl·lica, podria ser vist i sentit a la vegada. Per descomptat, no hi havia manera de saber si en un moment donat estaves sent observat”.
Orwell, amb la seva obra, va ser capaç d'anticipar-se i observar la creixent importància de la informació per al funcionament de la nació-estat. És interessant com a la novel·la podem trobar un Ministeri de la Veritat que tracta matèries tals com la creació i la destrucció d'informació. Les noves tècniques de manipulació de la informació són cabdals en el context de la vigilància. Una característica significativa de la vigilància del Gran Germà d'Orwell és que era imperceptible. Els ciutadans sotmesos a la vigilància no sabien quan estaven sent vigilats i quan no. Aquest model de vigilància no detectada (que manté la subordinació dels vigilats per mitjà de la incertesa) també es pot trobar en teories com la del panòptic o altres novel·les com El castell de Franz Kafka o El conte de la serventa de Margaret Atwood. Podríem relacionar aquest tipus de vigilància amb els sistemes de vigilància electrònica no intrusiva actuals.
La influència de la premsa i els mitjans de comunicació sobre la societat són un altre element extrapolable als nostres dies. En la novel·la, Winston i els seus companys han de canviar tots els titulars referents a l'enemic per tal que aquest sembli un aliat per als ciutadans. Fets semblants a aquest també succeeixen actualment i ho podem veure reflectit en la reconfiguració de l'amistat d'Estats Units amb Rússia, el seu nou aliat junt amb el seu allunyament de la Unió Europea i altres fets esdevinguts després que Trump fos proclamat el 45è president d'Amèrica del Nord.
Un altre aspecte a ressaltar és el del llenguatge, concretament l'economització de la llengua que apareix a 1984, i que avui dia és vigent. Cada cop la societat tendeix a abreviar les paraules i expressar-se amb el mínim nombre de caràcters possible, com es pot veure en xarxes socials com ara Twitter. En la novel·la hi ha la imposició d'una novaparla que té l'objectiu de manipular la llibertat d'expressió dels ciutadans, ja que el règim decideix quins fets són certs i quins no.

## Premis
- 1984: Prometheus Hall of Fame

- 1998: Enquesta Locus, 21a millor novel·la anterior a 1990.

El 2015 se'l va considerar com un dels 20 llibres més influents.